# Prva CG
Prva CG es un canal de televisión privado de Montenegro, perteneciente a Kopernikus Corporation. Se trata de la versión montenegrina de Prva Srpska Televizija.

## Historia
El canal inició emisiones como Pro TV el 16 de octubre de 2009.
En agosto de 2011, Antenna Group anunció la compra de Pro TV y el 19 de marzo de 2012 adoptó su denominación actual.